# Тернопільський академічний обласний театр актора і ляльки
Тернопільський академічний обласний театр актора і ляльки — державний театр ляльок у місті Тернопіль.

## Історія
Тернопільський обласний театр ляльок (від 1997 — театр актора і ляльки) створено на підставі рішення Тернопільської обласної ради народних депутатів 1 квітня 1980 року.
Засновником театру і його першим директором став заслужений працівник культури України Юліан Кройтор, головним режисером — народний артист України Євген Ткаченко, головним художником була призначена випускниця Ленінградського інституту театру, музики та кіно Лариса Воробйова.
Трупу театру склали випускники Харківського інституту мистецтв, Дніпропетровського та Горьківського театральних училищ.
1 листопада 1980 року в палаці культури «Березіль» виставою «Сембо» за п'єсою Ю. Єлисєєва відкрився перший театральний сезон театру.
У лютому 1986 року театр отримав стаціонарне приміщення: спеціально оснащена сцена, зала на 250 місць, акторські кімнати, підсобні приміщення, велике фоє, репетиційна зала та інше.
Серед найяскравіших робіт театру минулих літ вистави «Русалонька» Н. Гернет, «Куди ти, лоша?» Р. Москової, «Північна казка» І. Заграєвської, «Зустріч у Трулялінських» Ю. Тувіма, «Котигорошко» Г. Усача, «Голубе щеня» Д. Урбана, «Принцеса та сажотрус» Л. Жуховицького.
Незабаром після відкриття стаціонару відбулася прем'єра першої вистави для дорослих — «Любов… любов…» В. Маслова за твором Джованні Боккаччо «Декамерон». Надалі репертуар театру поповнювався виставами для дорослих: «Собаче серце» за М. Булгаковим, «Рябий пес, що біжить краєм моря» Ч. Айтматова, «Панночка» Н. Садур.
У 1995 році головним режисером театру став режисер-лялькар, заслужений артист України Володимир Лісовий, а директором і художнім керівником у 1997 році призначений заслужений діяч мистецтв України Іван Шелеп.
Нове керівництво продовжило найкращі традиції колективу — розширило, поповнило і зміцнило трупу театру (яка зараз складається із двадцяти двох акторів), укомплектувало цехи досвідченими працівниками та створювало новий репертуар.
Нині в репертуарі театру близько сорока вистав для глядачів різних вікових категорій: «Чарівна лампа Аладіна» Н. Гернет, «Шукай вітру в полі» В. Лівшиця, «Чарівний перстень, або казка за три п'ятаки» В. Лісового, «Кіт у чоботях» Д. Самойлова, «Таємничий гіпопотам» В. Лівшиця та І. Качанової, «Білосніжка» і «Малята-кармалята» Г. Усача, «Айболить проти Бармалея» Р. Бикова і В. Коростильова, «Козацькі вітрила» Б. Мельничука, «Бременські музиканти» В. Ліванова, «Кривенька качечка» за Б. Лепким «Ляльки-шоу» (гала-концерт для дорослих), «Дуже проста історія» М. Ладо та інші.
За роки існування театру працює лише другий директор, другий головний режисер і другий головний художник. На його сцені відбулося понад сто прем'єрних вистав для юних та дорослих глядачів, які ставили режисери Євген та Елеонора Ткаченки, Я. Покривка (Польща), М. Кравцова (Росія), А. Москаленко (Дніпропетровськ), Д. Смагін (Харків), І. Чекірда (Львів), С. Єфремов (Київ), О. Боков, С. Калина, В. Лісовий; художники П. Миронов, Л. Воробйова, В. Якубовський, О. Федун.
Багато років працювали і працюють ведучі актори театру: Євгенія Касьян, Володимир Криса, Тарас Іванків, Петро Мрига, Олена Дмитрієва, Олег Боков, Ірина Баранова, Віра Лісова, Юрій Коцюк, Богдан Брантюк, Ольга Водюк, Іван Курілов, Микола Капшій, Дмитро Татарінов, Тетяна Кошильовська, Ольга Петришин та інші.
Практично з дня існування театру плідно працює в ньому художник по світлу і звукорежисер Володимир Баранов.
Тернопільський театр актора і ляльки неодноразовий учасник і дипломант багатьох фестивалів театрів ляльок у Луцьку, Ужгороді, Львові, Вінниці, Чернігові, Бішкек (Киргизстан), Каунасі (Литва), Рудольфштадті (Німеччина), Ряшеві (Польща).
19 травня 2006 року наказом Міністерства культури та туризму України Тернопільському обласному театру актора і ляльки був наданий статус академічного.

## Акторський склад
Трупу театру складають 22 актори. Всі вони мають вищу або середньо-спеціальну театральну освіту. Акторський склад постійно поповнюється випускниками вищих театральних навчальних закладів України.
33 театральний сезон 2012—2013 роки:
- Євгенія Касьян
- Володимир Криса
- Петро Мрига
- Тарас Іванків
- Олена Дмитрієва
- Олег Боков
- Ірина Баранова
- Юрій Коцюк
- Віра Лісова
- Наталя Буняк
- Микола Капшій
- Богдан Брантюк
- Ольга Водюк
- Любов Сорока
- Тетяна Кошильовська
- Іван Курілов
- Дмитро Татарінов
- Ольга Петришин
- Іван Головатюк
- Ірина Шайда
- Катерина Шпільман
- Володимир Дробей
- Євгенія Дробей

## Репертуар
Діючий репертуар Тернопільського академічного театру актора і ляльки (33 театральний сезон 2012—2013 рр.).
Вистави для дітей:
- «Чарівна лампа Аладіна» Н. Гернет.
- «Ведмежатко Рім-тім-ті» Я. Вільховський.
- «Веселе мишеня» Ю. Чеповецький.
- «Таємничий гіпопотам» В. Лівшиць, І Качанова.
- «День народження Бутуза» М. Туровер.
- «Ще раз про Червону Шапочку» С. Єфремов, С. Коган.
- «Незвичайний маскарад» В. Орлов.
- «Кіт у чоботях» Д. Самойлов.
- «Шукай вітру в полі» В. Лівшиць.
- «Театр Братика Кролика» Д. Гарріс.
- «Сестриця Оленка та Братик Івасик» К. Черняк.
- «По щучому велінню» Є. Тараховська.
- «Мисливець і русалка» В. Буртинський.
- «Маленька фея» В. Рабадан.
- «Золоте курча» В. Орлов.
- «Гусеня» Н. Гернет.
- «Сембо» Ю. Єлісеєв.
- «Чарівний перстень, або казка за три п'ятаки» В. Лісовий.
- «Малюк і Карлсон» Г. Усач за А. Ліндгрен.
- «Я — курчатко, ти — курчатко» Г. Усач, Ю. Чеповецький.
- «Дзвони-лебеді» Л. Браусевич.
- «Чарівник 101» В. Лісовий.
- «Айболить проти Бармалея» Р. Биков
- «Друзі маленької Кіті» С. Коган.
- «Білосніжка» Г. Усач.
- «Веселі автозабави» Т. Сільченко.
- «Хочу бути великим» Г. Сапгір, Г. Циферов.
- «Царівна-жаба» Н. Гернет.
- «Малята-кармалята» Г. Усач.
- «Козацькі вітрила» Б. Мельничук.
- «Веселі ведмежата» М. Поліванова.
- «Бременські музиканти» В. Ліванов, Ю. Ентін.
- «Запеклі вороги» У. Леєс
- «Поросятко Чок» М. Туровер
- «Хто вкрав світлофор» Н. Синіна
- «Кривенька качечка» В. Лісовий за Б. Лепким.
- «День народження кота Леопольда» А. Хайт

Вистави для дорослих:
- «Ляльки-шоу» (гала-концерт для дорослих)
- «Дуже проста історія» М. Ладо.
- «20 хвилин з ангелом» О. Вампілов

## Гастролі
Театр гастролює в Україні й за кордоном.
З 14 по 18 вересня 2016 року колектив театру брав участь у Міжнародному фестивалі театрів ляльок, що проходив у столиці Чорногорії — місті Подгориця, де представляв виставу «Малята-Кармалята». Відзнаку «За кращу акторську майстерність» отримав виконавець ролі писаря Конфуза Тарас Іванків.